# Кызы (мифология)
Кызы — в самодийской (селькупской) мифологии главное злое божество, символ преисподней.

## Общие сведения
Образ Кызы, вероятно, сформировался в эпоху просамодийской общности. Об этом свидетельствует тот факт, что функции и свойства Кызы близки к другим злым божествам самодийских народов, в частности, это Нга у ненцев, Тодоте у энцев, Фаннида у нганасанов.
Кызы находится на высшем уровне пантеона селькупских богов. Ему противопоставляются Нум и Ича.
Кызы живет в подземном мире или в «море мертвых» на севере. Он управляет злыми духами лозы, с помощью которых причиняет людям смертельные болезни (лозы проникают «как ветер» в тело человека и «как червь» точат внутренние органы) и властвует над городом мертвых.

## Взаимоотношения с другими богами
Согласно одному из мифов Кызы является двоюродным братом Ичи, родившимся у богатыря Касы (который не является селькупом) и селькупки, сестры матери Ича. Между Ичей и Кызы идет борьба, в которой ни один не может одержать победу, поэтому в мире сохраняются добро и зло. Также через вечное противостояние Ичи и Кызы в селькупском фольклоре утверждается концепция бесконечности жизни и круговорота человеческих душ.
Также Кызы враждует с богом неба Нумом (Номом), который во время грозы поражает молниями слуг Кызы, лозов.